# Kate Major
Kate Major (* 3. Dezember 1977) ist eine ehemalige australische Squashspielerin und Triathletin.

## Werdegang
Kate Major wuchs mit ihrer Zwillingsschwester Emma und ihrem älteren Bruder Michael auf.

### Squash bis 1999
Sie spielte zwischen 1995 und 1999 professionell Squash. Zuvor hatte Kate Major bereits drei nationale Titel im Juniorenbereich gewonnen und war 1995 Teil der australischen Juniorinnen-Nationalmannschaft bei der Weltmeisterschaft in Hongkong.
Sie stand von 1997 bis 1999 dreimal in Folge im Hauptfeld der Weltmeisterschaft, kam aber nie über die erste Runde hinaus.
Sie gewann insgesamt vier Titel auf der WSA World Tour (von der Spielervereinigung WSA veranstaltete Damensquash-Turnierserie).

Kate Major erreichte ihre höchste Platzierung in der Weltrangliste mit Rang 20 im Januar 1999. 1999 schrieb sie sich auf der Universität ein.

### Profi-Triathletin seit 2003
Inspiriert durch ihren älteren Bruder Michael wollte sie auch bei einem Triathlon starten und sie belegte gleich bei ihrem ersten Rennen den zweiten Rang in ihrer Altersklasse.

Beim Ironman Hawaii erreichte die damals 24-jährige im Oktober 2002 die Bestzeit der Amateure in der Altersklasse 18–24.
Seit 2003 startete Kate Major als Profiathletin und sie wurde gleich im ersten Jahr Australische Meisterin und Zweite beim Ironman Australia. Seit 2004 lebte und trainierte sie in San Diego. Im Juli 2004 gewann sie mit neuem Streckenrekord den Ironman USA. Sie belegte bei den „Ironman World Championships“ (Ironman Hawaii) 2004, 2005 und 2007 dreimal den dritten Rang.
Kate Major wurde trainiert von Greg Welch – einem der besten australischen Triathleten der 1990er-Jahre.
Sie ist verheiratet mit Jeffrey Young. 2013 kam ihre Tochter  zur Welt und sie beendete ihre aktive Karriere. Kate Major lebt in San Francisco.

## Sportliche Erfolge
| Datum/Jahr    | Rang | Wettbewerb                     | Austragungsort | Zeit     | Bemerkung |
| ------------- | ---- | ------------------------------ | -------------- | -------- | --- |
| 1. Mai 2011   | 5    | Ironman 70.3 St. Croix         | Saint Croix    | 04:41:33 | |
| 3. Apr. 2011  | 7    | Ironman 70.3 California        | Oceanside      | 04:26:18 | an der kalifornischen Küste |
| 19. März 2011 | 2    | Ironman 70.3 San Juan          | San Juan       | 04:19:09 | [ 7 ] |
| 20. Sep. 2010 | 3    | Ironman 70.3 Cancún            | Cancún         | 04:28:27 | [ 8 ] |
| 18. Juli 2010 | 2    | Ironman 70.3 Racine            | Racine         | 04:17:55 | |
| 11. Juli 2010 | 2    | Ironman 70.3 Rhode Island      | Narragansett   | 04:30:36 | |
| 6. Juni 2010  | 2    | Ironman 70.3 Mooseman          | Newfound       | 04:31:37 | hinter der Siegerin Magali Tisseyre                                                                                             |
| 27. März 2010 | 5    | Ironman 70.3 California        | Oceanside      | 04:30:15 | |
| 23. Aug. 2009 | 5    | Ironman 70.3 Timberman         | New Hampshire  | 04:38:15 | [ 9 ] |
| 1. Juni 2008  | 1    | Ironman 70.3 Boise             | Boise          | 04:24:44 | Kate Major siegt über die halbe Ironman-Distanz (1,9 km Schwimmen, 90 km Radfahren und 21,1 km Laufen) im US-Bundesstaat Idaho. |
| Feb. 2008     | 3    | Ironman 70.3 Geelong           | Geelong        | 04:29:21 | |
| 19. Aug. 2007 | 2    | Ironman 70.3 Timberman         | New Hampshire  | 04:28:48 | [ 11 ] |
| 2007          | 1    | Ironman 70.3 California        | Oceanside      |          | |
| 2006          | 2    | Vineman Ironman 70.3           | Sonoma County  | 04:32:32 | Zweite hinter der Amerikanerin Becky Lavelle                                                                                    |
| 6. Juni 2004  | 4    | Escape from Alcatraz Triathlon | San Francisco  | 02:13:15 | |
| Feb. 2003     | 1    | Hell of the West Triathlon     | Goondiwindi    |          | 2 km Schwimmen, 80 km Radfahren und 20 km Laufen                                                                                |

| Datum/Jahr    | Rang | Wettbewerb            | Austragungsort | Zeit     | Bemerkung                                                                                                  |
| ------------- | ---- | --------------------- | -------------- | -------- | --- |
| 28. Nov. 2010 | DNF  | Ironman Mexico        | Cozumel        | –        | Kate Major musste das Rennen abbrechen.                                                                    |
| 9. Okt. 2010  | 13   | Ironman Hawaii        | Hawaii         | 09:30:00 | |
| 1. Mai 2010   | DNF  | Ironman St. George    | St. George     | –        | An zweiter Stelle liegend musste Kate Major das Rennen auf der Radstrecke beenden.                         |
| 22. Nov. 2009 | 3    | Ironman Arizona       | Tempe          | 09:20:12 | [ 12 ] |
| 21. Juni 2009 | 2    | Ironman Coeur d’Alene | Idaho          | 09:32:10 | Kate Major stieg schon nach der Schwimmetappe als zweite Frau aus dem Wasser und belegte den zweiten Rang. |
| 6. Apr. 2008  | 2    | Ironman Australia     | Port Macquarie | 09:09:12 | persönliche Bestzeit auf der Ironman-Distanz                                                               |
| 17. Juni 2007 | 2    | Ironman Japan         | Gotō-Inseln    | 09:48:35 | |
| 13. Okt. 2007 | 3    | Ironman Hawaii        | Hawaii         | 09:19:13 | |
| 21. Okt. 2006 | 6    | Ironman Hawaii        | Hawaii         | 09:31:53 | Mit erst 27 Jahren erreichte Kate Major bereits ihren vierten Top-Ten-Platz beim Ironman Hawaii.           |
| 25. Juni 2006 | 3    | Ironman Coeur d’Alene | Idaho          | 09:41:18 | |
| 15. Okt. 2005 | 3    | Ironman Hawaii        | Hawaii         | 09:12:39 | |
| 9. Apr. 2005  | 1    | Ironman Arizona       | Tempe          | 09:44:03 | |
| 16. Okt. 2004 | 3    | Ironman Hawaii        | Hawaii         | 10:01:56 | |
| 25. Juli 2004 | 1    | Ironman USA           | Lake Placid    | 09:24:42 | Sieg mit neuem Streckenrekord                                                                              |
| 4. Apr. 2004  | 3    | Ironman Australia     | Port Macquarie | 09:24:51 | |
| 18. Okt. 2003 | 10   | Ironman Hawaii        | Hawaii         | 09:46:03 | [ 14 ] |
| 6. Apr. 2003  | 2    | Ironman Australia     | Forster        | 09:22:06 | |
| 19. Okt. 2002 | 12   | Ironman Hawaii        | Hawaii         | 09:49:33 | Kate Major erreichte in der Altersklasse 18–24 die Bestzeit der Amateure                                   |
| 7. Apr. 2002  | 10   | Ironman Australia     | Port Macquarie | 10:03:14 | Siegerin der Altersklasse 18–24 und damit qualifiziert für den Ironman Hawaii                              |

| Datum/Jahr | Rang | Wettbewerb             | Austragungsort | Bemerkung |
| ---------- | ---- | ---------------------- | -------------- | --------- |
| Okt. 1999  |      | Weltmeisterschaft 1999 | Seattle        | Hauptfeld |
| Nov. 1998  |      | Weltmeisterschaft 1998 | Stuttgart      |           |
| Okt. 1997  |      | Weltmeisterschaft 1997 | Sydney         |           |

(DNF – Did Not Finish)